# José Castillo Tielemans
José Castillo Tielemans är en ort i Mexiko.   Den ligger i kommunen Simojovel och delstaten Chiapas, i den sydöstra delen av landet, 700 km öster om huvudstaden Mexico City. José Castillo Tielemans ligger 670 meter över havet och antalet invånare är 827.
Terrängen runt José Castillo Tielemans är bergig åt nordost, men åt sydväst är den kuperad. Runt José Castillo Tielemans är det ganska tätbefolkat, med 96 invånare per kvadratkilometer. Närmaste större samhälle är Simojovel de Allende, 12,6 km nordväst om José Castillo Tielemans. Omgivningarna runt José Castillo Tielemans är en mosaik av jordbruksmark och naturlig växtlighet.